# Лал, Кишан
Кишан Лал (англ. Kishan Lal; 2 февраля 1917, Мхоу, Британская Индия — 22 июня 1980, Мадрас) — индийский хоккеист на траве, полузащитник; тренер. Олимпийский чемпион 1948 года.

## Биография
Кишан Лал родился 2 февраля 1917 года в поселении Мхоу в Британской Индии (сейчас в Индии).
В детстве с интересом наблюдал за матчами по поло. В 14 лет начал играть в хоккей на траве. Играл за «Хирос», «Грин Уоллз» из Мхоу и «Кальянмал Миллз» из Индаура, позже за «Джханси Хирос». В 1937 году получил приглашение в команду «Бхагвант».
Должен был сыграть за сборную Индии по хоккею на траве на летних Олимпийских играх 1940 года, однако их отменили из-за начала Второй мировой войны.
С 1941 года играл за команду железной дороги Бомбея, Бароды и Центральной Индии (теперь Западная железная дорога). В чемпионате страны представлял сборную Центральной Индии.
В 1947 году дебютировал в сборной Индии.
В 1948 году вошёл в состав сборной Индии по хоккею на траве на летних Олимпийских играх в Лондоне и завоевал золотую медаль. Играл на позиции полузащитника, провёл 5 матчей, забил 2 мяча (по одному в ворота сборных Австрии и Аргентины). Был капитаном команды.
В 1966 году президент Индии Сарвепалли Радхакришнан наградил Лала престижной премией «Падма Шри».
Считается одним из лучших игроков в истории хоккея на траве. Игру Лала, который действовал на правом краю, отличала высокая скорость.
После 28-летней игровой карьеры перешёл на тренерскую работу. До 1976 года был главным тренером при спортивном управлении железных дорог. В 1964 году тренировал сборную Малайзии на летних Олимпийских играх в Токио, в 1968 году — сборную ГДР на летних Олимпийских играх в Мехико.
После ухода на пенсию продолжал следить за командой железных дорог.
Умер 23 июня 1980 года в индийском городе Мадрас (сейчас Ченнаи), где должен был стать комментатором хоккейного турнира.

## Семья
У Лала было четверо сыновей и дочь. Один из сыновей Девки Лал (ум. 21 сентября 2009) был тренером по хоккею на траве.